# 卢代阿克
卢代阿克（法語：Loudéac，法語發音：[ludea̯k]），法国西北部城市，布列塔尼大区阿摩尔滨海省的一个市镇，1800年至1926年间曾为阿摩尔滨海省的一个副省会，现隶属于圣布里厄区，其市镇面积为80.2平方公里，2022年1月1日时人口数量为9,875人，在法国城市中排名第1,069位。
卢代阿克位于阿摩尔滨海省南部，布列塔尼半岛腹地，是一个区域性的中心城市和交通枢纽，多条公路在此交汇。

## 地名来源

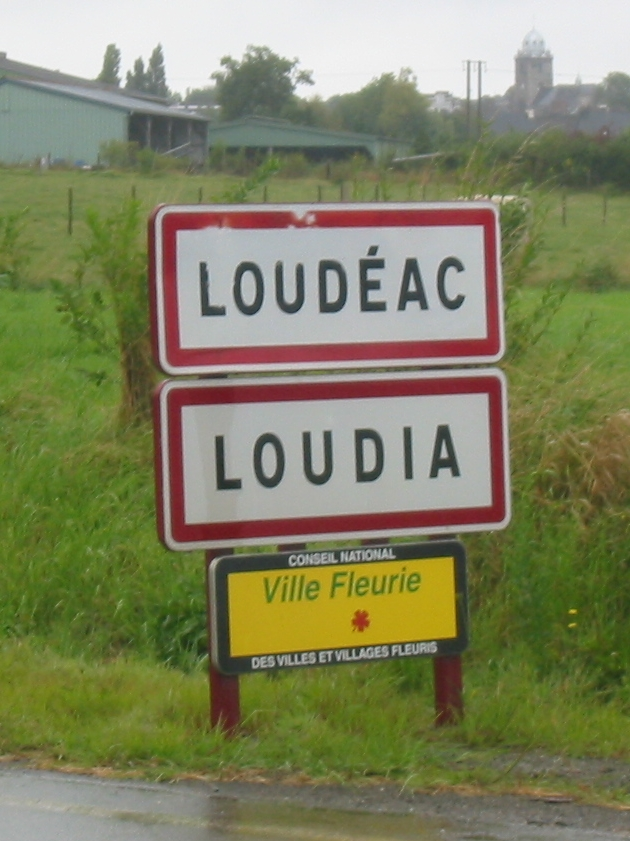
卢代阿克的法语-高卢语双语路牌

“卢代阿克”一名最初于1059年以的形式被记载，其具体来源尚存在争议，法国地理学家阿尔贝·多扎认为其名称来源于古高卢语；另一名地理学家埃内斯特·内格尔则认为其来源于古布列塔尼语单词，意为“圣地”。

## 历史
卢代阿克历史悠久，其附近区域在旧石器时期就已出现人类活动。根据《亚瑟王传说》，布列塔尼半岛内部的布罗塞利扬德是一处大片的森林，而卢代阿克的出现可能与当地的狩猎活动有关。中世纪时，卢代阿克长期为一处普通村落，被罗昂家族统治，后者在此修建了一处宅邸。1263年，卢代阿克成为一个堂区。宗教战争期间，卢代阿克曾发生“三十字架战役”（Bataille des Trois Croix），阿沃古尔家族一度占领此地。法国大革命后，卢代阿克成为阿摩尔滨海省的一个市镇和副省会。工业革命期间，卢代阿克成为一个区域性的铁路枢纽，当地出现了多个工业部门。1926年，卢代阿克区被撤销。二战时期，卢代阿克被纳粹德军占领，后于1944年7月4日被解放。

## 地理

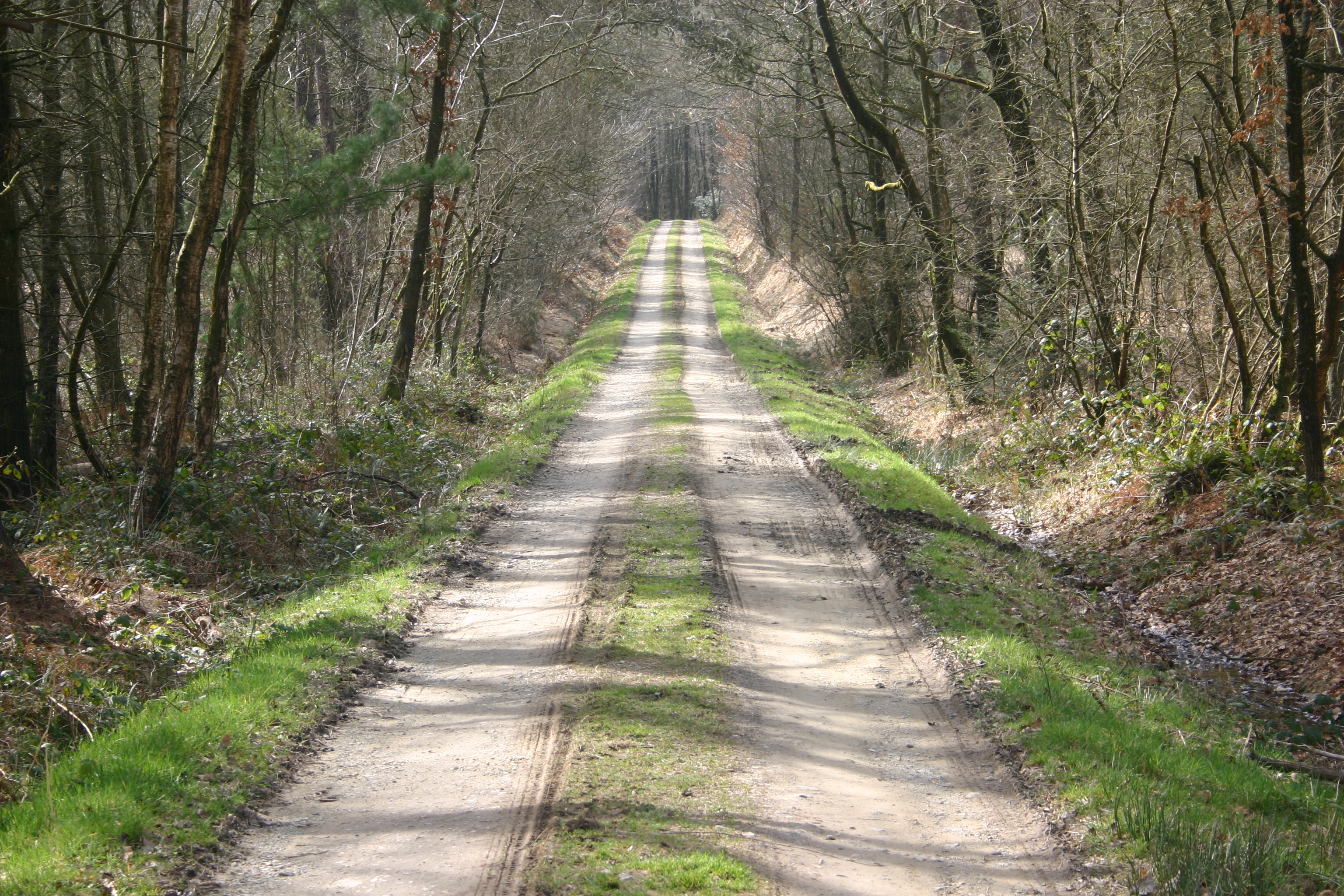
卢代阿克附近的森林

卢代阿克位于法国西北部，布列塔尼大区中部和阿摩尔滨海省南部，距离省会圣布里厄大约43公里。与卢代阿克接壤的市镇包括：圣戈纳里、埃蒙斯图瓦尔、拉莫特、拉普雷内赛、圣巴尔纳贝、圣卡拉代克、圣莫当、特雷韦。

### 地形
卢代阿克位于阿摩里卡丘陵腹地，境内以浅丘为主，市区地势平坦，全境海拔在73到245米之间。

### 水文
卢代阿克属于维莱讷河流域，拉贝利耶尔溪（La Bellière）发源于流经境内。

### 植被
卢代阿克属于温带落叶林区，市区东北侧有大片的天然森林，市区内林地则相对较少。

### 气候
卢代阿克在柯本气候分类法中属于温带海洋性气候。
卢代阿克境内设有气象站，以下为该气象站的数据（其中日照数据取自洛里昂）：
| 卢代阿克 1981年－2019年 | 卢代阿克 1981年－2019年 | 卢代阿克 1981年－2019年 | 卢代阿克 1981年－2019年 | 卢代阿克 1981年－2019年 | 卢代阿克 1981年－2019年 | 卢代阿克 1981年－2019年 | 卢代阿克 1981年－2019年 | 卢代阿克 1981年－2019年 | 卢代阿克 1981年－2019年 | 卢代阿克 1981年－2019年 | 卢代阿克 1981年－2019年 | 卢代阿克 1981年－2019年 | 卢代阿克 1981年－2019年 |
| 月份                    | 1月                     | 2月                     | 3月                     | 4月                     | 5月                     | 6月                     | 7月                     | 8月                     | 9月                     | 10月                    | 11月                    | 12月                    | 全年                    |
| ----------------------- | ----------------------- | ----------------------- | ----------------------- | ----------------------- | ----------------------- | ----------------------- | ----------------------- | ----------------------- | ----------------------- | ----------------------- | ----------------------- | ----------------------- | ----------------------- |
| 历史最高温 °C（°F）     | 16.6 (61.9)             | 18.5 (65.3)             | 23.9 (75.0)             | 27 (81)                 | 30.7 (87.3)             | 34.2 (93.6)             | 35.5 (95.9)             | 37.9 (100.2)            | 31.3 (88.3)             | 28.7 (83.7)             | 19.9 (67.8)             | 16.5 (61.7)             | 37.9 (100.2)            |
| 平均高温 °C（°F）       | 8.6 (47.5)              | 9.6 (49.3)              | 12.2 (54.0)             | 14.2 (57.6)             | 17.9 (64.2)             | 20.7 (69.3)             | 22.7 (72.9)             | 23 (73)                 | 20.2 (68.4)             | 16.1 (61.0)             | 11.5 (52.7)             | 8.6 (47.5)              | 15.4 (59.7)             |
| 日均气温 °C（°F）       | 5.6 (42.1)              | 6.2 (43.2)              | 8.2 (46.8)              | 9.7 (49.5)              | 13.3 (55.9)             | 15.8 (60.4)             | 17.7 (63.9)             | 17.8 (64.0)             | 15.4 (59.7)             | 12.3 (54.1)             | 8.3 (46.9)              | 5.8 (42.4)              | 11.3 (52.3)             |
| 平均低温 °C（°F）       | 2.7 (36.9)              | 2.8 (37.0)              | 4.1 (39.4)              | 5.2 (41.4)              | 8.6 (47.5)              | 10.9 (51.6)             | 12.8 (55.0)             | 12.7 (54.9)             | 10.5 (50.9)             | 8.5 (47.3)              | 5.1 (41.2)              | 2.9 (37.2)              | 7.2 (45.0)              |
| 历史最低温 °C（°F）     | −11 (12)                | −10.4 (13.3)            | −7.4 (18.7)             | −3 (27)                 | −0.9 (30.4)             | 2.1 (35.8)              | 5.2 (41.4)              | 4.8 (40.6)              | 2.2 (36.0)              | −4 (25)                 | −5.2 (22.6)             | −8 (18)                 | −11 (12)                |
| 平均降水量 mm（）       | 104.8 (4.13)            | 82.3 (3.24)             | 64.2 (2.53)             | 68.7 (2.70)             | 64.6 (2.54)             | 53.7 (2.11)             | 51.8 (2.04)             | 47.6 (1.87)             | 65.9 (2.59)             | 100.7 (3.96)            | 96 (3.8)                | 101 (4.0)               | 901.3 (35.48)           |
| 月均日照時數            | 70.1                    | 95.1                    | 137.6                   | 182.5                   | 204.9                   | 230.1                   | 223                     | 215.9                   | 192.6                   | 115.8                   | 84.9                    | 74.8                    | 1,827.3                 |
| 来源：Infoclimat.fr     |                         |                         |                         |                         |                         |                         |                         |                         |                         |                         |                         |                         |                         |

## 行政区划
卢代阿克是法国布列塔尼大区阿摩尔滨海省的一个市镇，编号为22136。卢代阿克隶属于圣布里厄区，管理卢代阿克县，同时也是卢代阿克市镇公共社区的办公驻地。
法国国家统计与经济研究所（简称）在进行数据统计时，将卢代阿克单独设为卢代阿克城市核心区，并将包括核心区在内的周边共7个市镇划为卢代阿克城市区。同时，还将卢代阿克市镇分为了5个“块区”（IRIS），以便于统计人口分布情况。

## 交通

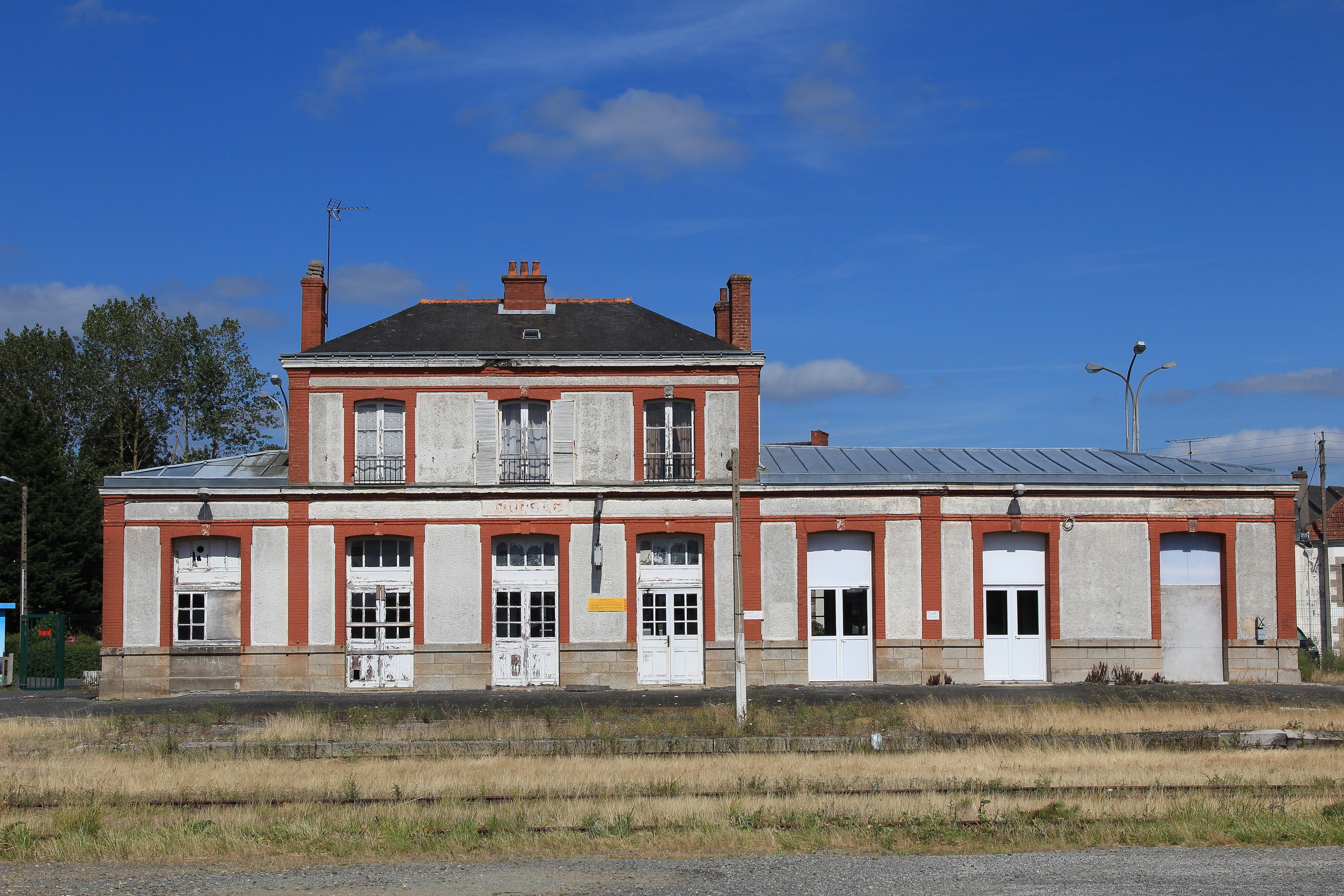
卢代阿克火车站的主站房

### 公路
法国国道N164线及多条阿摩尔滨海省省道在卢代阿克境内交汇，布列塔尼大区下属的城际客运提供巴士线路，可前往圣布里厄、瓦讷、洛里昂、蓬蒂维、卡赖及雷恩等地。
2017年，73.4%的卢代阿克家庭拥有至少一辆的私人汽车。2018年，卢代阿克境内共发生各类交通事故4起，造成4人受伤。

### 铁路
卢代阿克站位于圣布里厄－蓬蒂维铁路上，该铁路已于2006年起停止客运服务，并自2017年起全线关闭。

### 航空
距离卢代阿克最近的民用航空站为雷恩机场，距离卢代阿克市中心的公路里程约91公里。

### 城市公共交通
卢代阿克市政府为当地居民提供定制公交服务。

## 政治

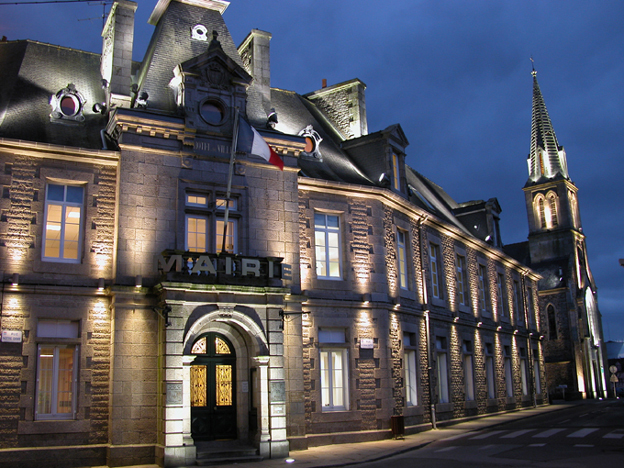
卢代阿克市政厅

卢代阿克的现任市长为布吕诺·勒贝科先生（Bruno Le Bescaut），他是共和国前进！的一名成员，在2020年的市政选举中获得了62.16%的支持率。
在2017年的法国总统大选中，法国第25任总统埃马纽埃尔·马克龙在卢代阿克获得了74.67%的支持率。
| 卢代阿克历届市长 |               |                             |
| 任期             | 市长          | 党派                        |
| 1944年－1945年   | 亨利·勒韦祖埃 | 不详                        |
| 1945年－1955年   | 亨利·科尔迪埃 | CNIP全国独立人士与农民中心  |
| 1955年－1979年   | 皮埃尔·艾蒂安 | DVD右翼无党派人士           |
| 1979年－1989年   | 伊夫·罗佩尔   | 不详                        |
| 1989年－2001年   | 迪迪埃·舒阿特 | PS社会党                    |
| 2001年－2016年   | 热拉尔·于埃   | DVD右翼无党派人士           |
| 2016年－         | 布吕诺·勒贝科 | DVG左翼无党派人士 →LREM复兴 |

## 人口
2017年，卢代阿克市镇人口数量为9,571，在法国排名第1,069位。其中男性4,626人，女性4,945人，75岁及以上人口占12.3%，外籍人口数量为2,074人，人口密度为119人/平方公里，当地居民被称为（男性）或（女性）。2018年，卢代阿克境内出生108人，死亡人口144人。
| 年份   | 1936  | 1946  | 1954  | 1962  | 1968  | 1975  | 1982  | 1990  | 1999  | 2006  | 2007  | 2012  | 2017  |
| ------ | ----- | ----- | ----- | ----- | ----- | ----- | ----- | ----- | ----- | ----- | ----- | ----- | ----- |
| 人口數 | 5,592 | 5,876 | 5,788 | 5,925 | 7,212 | 9,150 | 9,729 | 9,820 | 9,371 | 9,619 | 9,619 | 9,661 | 9,571 |

## 经济
卢代阿克是一个区域性的中心城市，当地共有各类用人单位1,555家，平均历史为17年，其中95.34%为中小型企业（PME）。卢代阿克肉业（Loudeac Viandes，食品加工）、布雷桑迪（Brecendis，汽车销售）及科菲尔莫（Cofilmo，书刊）是当地2019年营业额最高的三个企业，分别为120,391,643欧元、30,100,040欧元和19,148,934欧元。

## 财政收入
2018年，卢代阿克的财政收入总额为12,122,400欧元，财政支出总额为11,393,300欧元，当年的债务总额为12,382,100欧元。
2015年，卢代阿克的人均收入总额为2,402欧元，其中高职人员为4,061欧元，普通职员为1,779欧元。
2017年，卢代阿克境内的青壮年（15至64岁）失业率为13.6%，当地47.8%的家庭拥有纳税资格。

## 社会事务

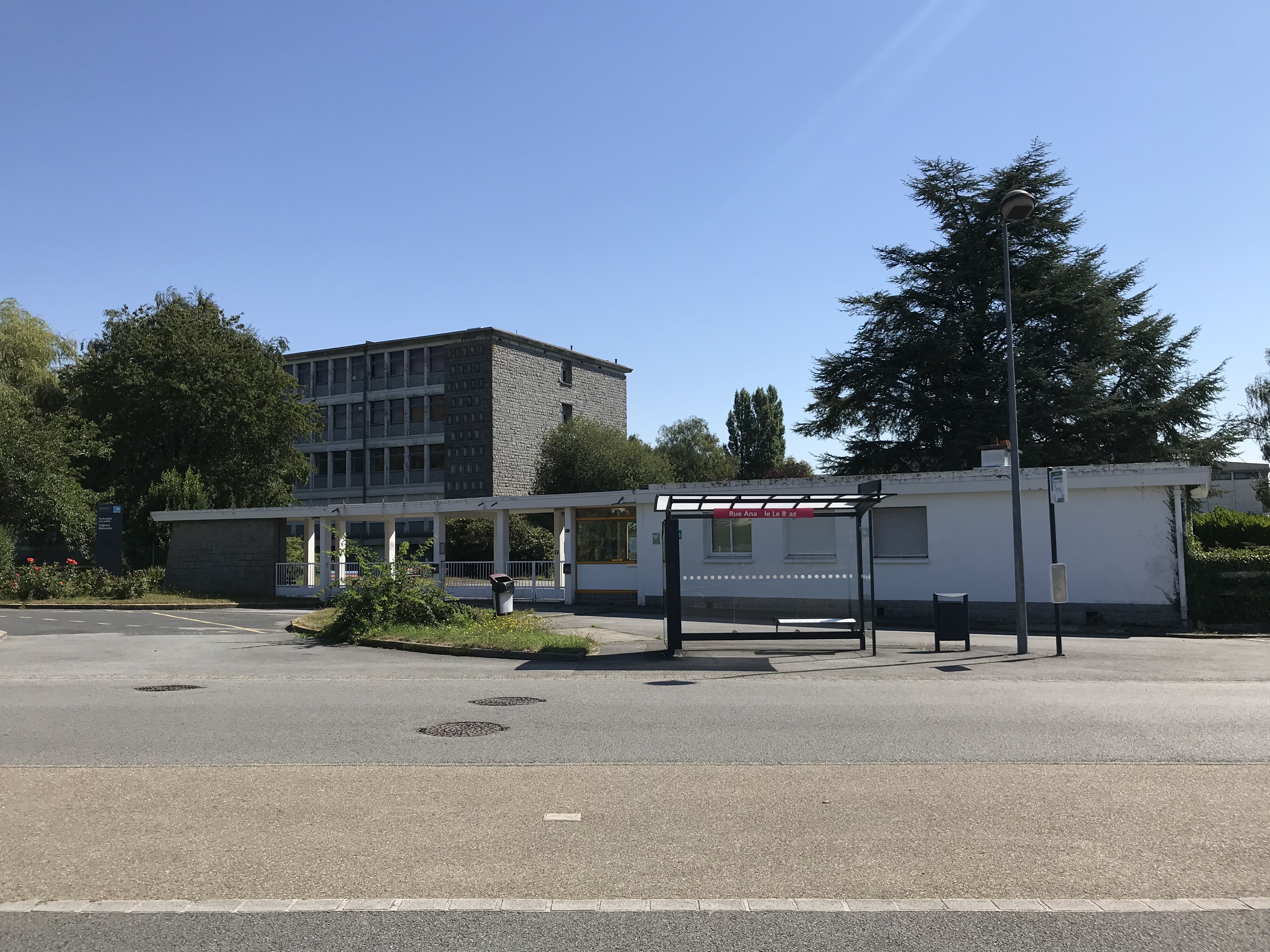
卢代阿克的一所高级中学

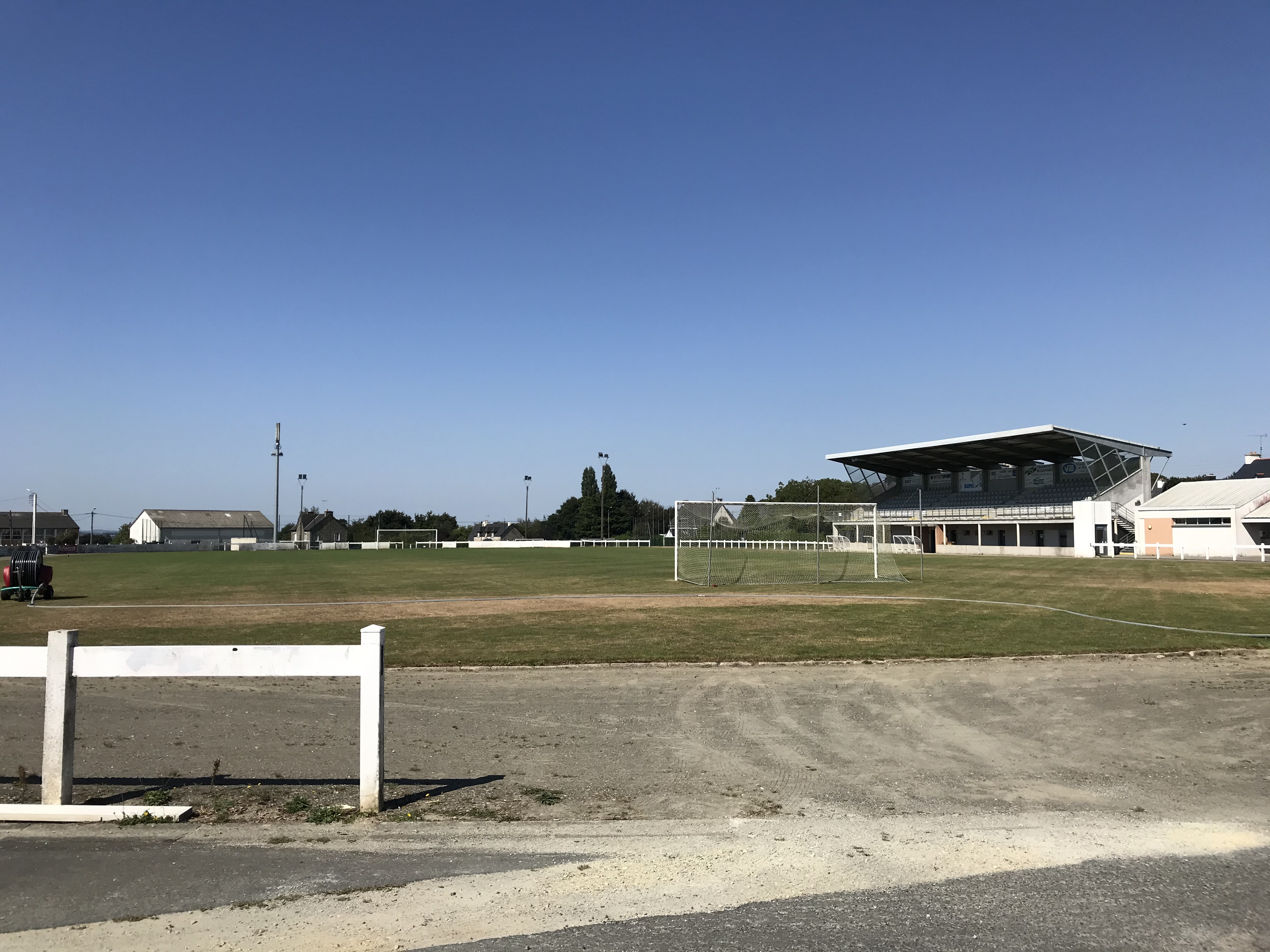
卢代阿克市政体育场

### 教育
卢代阿克属于雷恩学区。截止2019年1月1日，卢代阿克境内共有3所幼儿园、4所小学、2所初级中学、2所普通高中和2所农业高中。 2018至2019学年度，卢代阿克境内共有在校中等教育阶段学生2,059名。

### 医疗
截止2019年1月1日，卢代阿克境内共有全科医生7名、保健师10名、牙医3名、护士16名、眼科医生1名、皮肤科医生1名和助产士2名。境内共有药房4家、养老院2家、残疾人帮扶中心3家。
卢代阿克是布列塔尼中部中心医院的服务范围，后者是法国的一个区域性医疗机构，其在卢代阿克境内的病区（CHCB - Site de Loudéac）设有床位44个，是当地规模最大的公立综合性医院。

### 住房
2017年，卢代阿克境内共有各类住房5,099套，其中68.4%为独立式居民区，30.7%为集中式居民区。常住房屋占卢代阿克市镇范围内居民建筑总量的90.1%。

### 商业
2018年，卢代阿克境内共有各类实体商铺273家，其中餐厅28家、大型超市6家、杂货店6家、面包房8家、肉铺2家、书店2家、装饰品店2家、银行门店9家、美容美发店14家、汽车维修店26家。市区北部建有大型开放式商业街区。

### 体育
2019年，卢代阿克境内共有1家游泳池、4间体育馆、2座综合体育场、6处网球场、1处马术场、4处足球或橄榄球场、3处篮球或排球场以及2处高尔夫球场。
卢代阿克共有三支地方足球队：
- 卢代阿克奥林匹克体育俱乐部（Loudéac Olympique Sporting Club）
- 布雷昂希望足球俱乐部（Espérance Bréhan Foot）
- 卢代阿克-圣比冈足球俱乐部（Football Club Saint-Bugan Loudéac）

三支球队在2020至2021赛季均参加布列塔尼大区足球联赛。

### 环境
卢代阿克的环境事务由其所属的公共社区负责。2018年，卢代阿克境内暂无污染企业。

### 治安
2018年，卢代阿克市镇范围内有1处宪兵队。
2014年，卢代阿克及附近地区共发生各类案件5,390起，其中盗窃类案件3,325起，经济类案件668起，毒品交易类案件283起。

## 文化

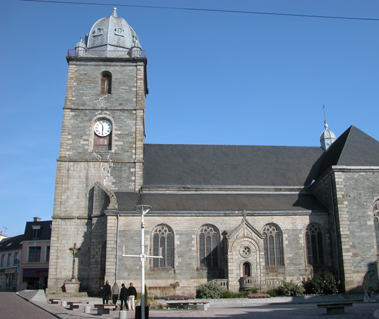
卢代阿克圣尼古拉教堂

2019年，卢代阿克境内共有1家剧场和1家电影院。卢代阿克市政府提供多媒体中心，向公众全年开放。

### 建筑
卢代阿克境内有多处法国国家文物保护单位，其中圣尼古拉教堂（Église Saint-Nicolas）等为当地的代表性建筑物。

### 旅游
卢代阿克的旅游事务由其所属的公共社区负责。2020年，卢代阿克境内共有4家宾馆共计115间房间；另有1个露营地，可容纳共102辆露营车。

### 媒体
法国主要的媒体均可在卢代阿克接收，法国电视三台下属的布列塔尼大区频道在部分时段播出卢代阿克所属区域的地方新闻。

## 相关人物
法国自行车运动员法布里斯·让德博兹和篮球运动员帕普·西出生于卢代阿克。

## 友好城市
截至2020年11月，卢代阿克共与一座城市互为友好城市关系：
- 德国 比丁根